# Villeberny
Villeberny é uma comuna francesa na região administrativa da Borgonha-Franco-Condado, no departamento de Côte-d'Or. Estende-se por uma área de 13,83 km². Em 2010 a comuna tinha 94 habitantes (densidade: 6,8 hab./km²).